# Tolk-Schau
Koordinaten: 54° 34′ 29″ N, 9° 37′ 50″ O
Die Tolk-Schau ist ein Familien-Freizeitpark in Tolk nahe der Stadt Schleswig. Sie richtet sich hauptsächlich an Familien mit Kindern bis etwa elf Jahre. Die Tolk-Schau entstand in den 1960er Jahren aus einem als Märchenwald gestalteten Ausflugsziel und wird daher auch heute lokal noch häufig „Märchenpark“ genannt. Die Fläche des Parks beträgt 30 Hektar.

## Geschichte

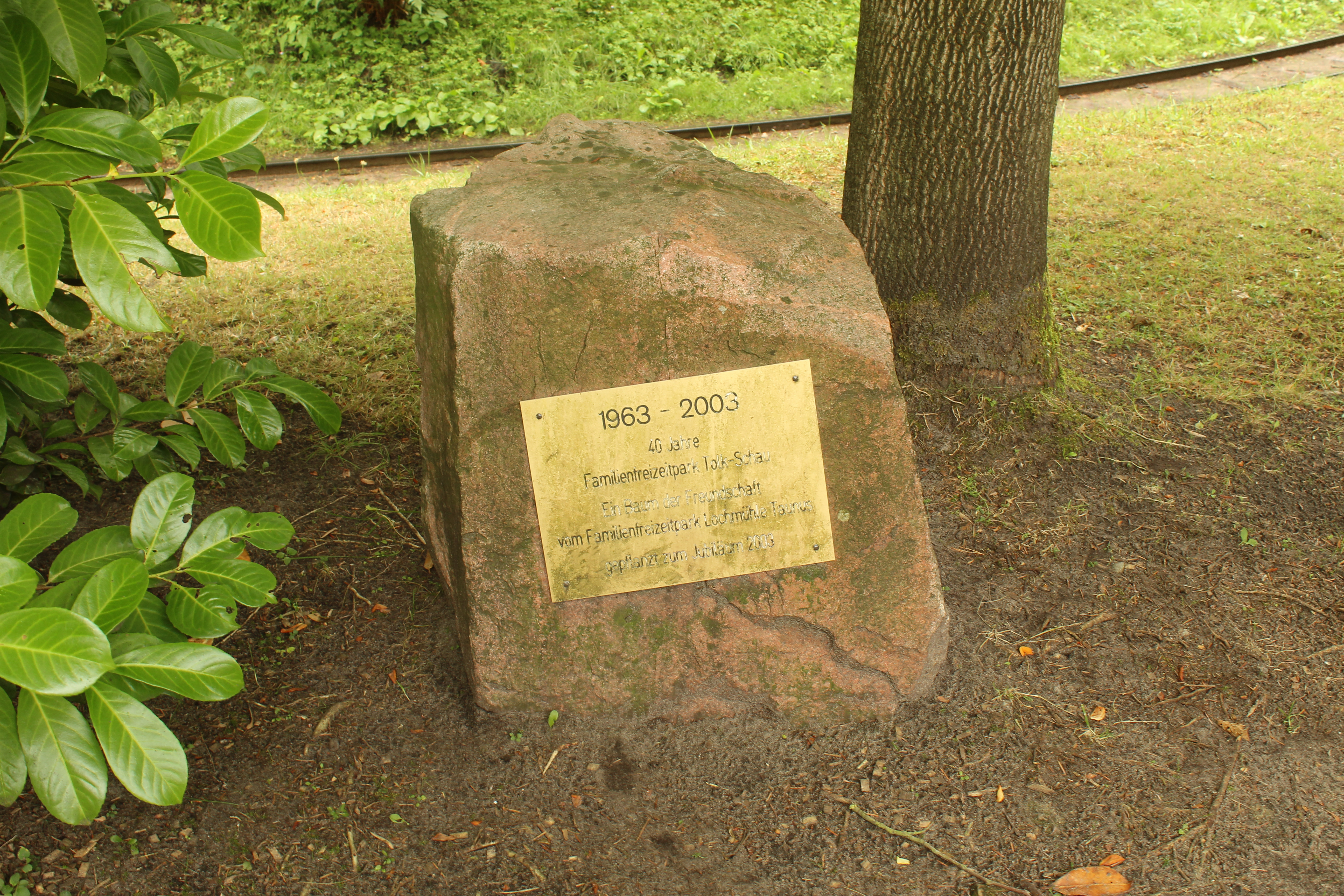
Stein zum 40. Jubiläum (2003)

Die Tolk-Schau wurde 1963 gegründet. Ende der 1960er wurden die Märchenhütten gebaut. Später wurde sie um das ehemalige Bundeswehrgelände erweitert.

## Attraktionen & Fahrgeschäfte
- 700 Meter lange Sommerrodelbahn
- Breakdancer
- Mini-Tagada
- Jungle-Loop
- Klettertürme, Rutschen, Spielplätze, Baumwipfelpfad, Wasserspielplatz, Ausgrabungen (Sandkisten), Kletternetze
- „Tal der Dinosaurier“
- Teppichrutsche und Bootsrutsche
- Autoscooter
- Nautic Jets
- Tolk-Tower
- Seilbahn
- Pferdchenbahn
- Raupenbahn
- Floß-Kletterstrecke
- Familien-Achterbahn
- Kanalfahrt durch das Zwergenland
- Fliegerkarussell
- Märchenwald
- Treckerbahn
- Westernbahn
- Kinder-Riesenrad
- Ballarena
- Berg- und Talbahn
- Mini-Golf
- Trampolin-Anlage

### Ausstellungen
- Feldbahn-Museum: Hier werden vor allem Fahrzeuge aus dem Bestand der Feldbahnsammlung Winkenwerder gezeigt; es handelt sich um rund 15 Lokomotiven von Orenstein & Koppel und etwa 70 Loren. Das Depot der Parkeisenbahn liegt neben dem des Feldbahnmuseums; die Parkeisenbahn mit einer Spurweite von 600 mm fährt jedoch auf einem separaten Rundkurs durch den Freizeitpark. Das Gleismaterial stammt größtenteils von der ehemaligen Feldbahn des Marine-Munitionsdepots Laboe. Die Parkeisenbahn verfügt unter anderem über zwei Dampfloks.
- Historische normalspurige Dampflok der BR 50 mit zwei Eilzugwagen (kein Fahrbetrieb).
- Mittelalterliche Ministadt Schleswig: Modelle von Gebäuden aus Schleswig im Maßstab 1:10, insbesondere des Schleswiger Doms.
- Diverse Sammlungen, unter anderem: Pilze, Schmetterlinge und andere Insekten, Mineralien und Fossilien, landwirtschaftliche Geräte, Waagen und Gewichte.

### Parkbahn, Wegebahn und Feldbahn
Die Tolk-Schau verfügt über drei verschiedene Bahnen, die Besucher durch unterschiedliche Bereiche des Parks führen.
- Parkbahn: Diese Bahn verkehrt im ursprünglichen Teil des Parks. Ihre Strecke führt unter anderem an Grillhütten, dem Tal der Dinosaurier und am Damwildgehege vorbei. Die Fahrt beinhaltet zudem eine Durchfahrt durch einen Tunnel und endet am Hauptbahnhof in der Nähe des Parkeingangs.
- Wegebahn: Die Wegebahn bringt Besucher auf den Seeberg, einem höher gelegenen Teil des Geländes. Sie passiert dabei mehrere Spielbereiche, die Sommerrodelbahn sowie ein Gelände XXL-Insektenmodellen.
- Feldbahn: Diese Bahn durchquert ein großflächiges Damwildgehege. Während der Fahrt können Besucher die Tiere aus nächster Nähe beobachten und an bestimmten Punkten direkt aus der Bahn heraus füttern. Die Strecke verläuft überwiegend durch naturnahe Abschnitte des Parks.

In den 1970er Jahren sollen die Gebrüder Ihle Bruchsal eine stationäre Parkeisenbahn installiert haben. Zu der Zeit gab es dort auch noch eine dampfbetriebene Feldbahn. Nach einer vorübergehenden Stilllegung wird dieser Rundkurs der Feldbahn in den Schulferien im Sommer 2018 wieder mit einer Diesellok der Stiftung Deutsche Kleinbahnen befahren, hat aber – im Gegensatz zu früher – keine Gleisverbindung mehr zur Parkbahn. Auf der Parkbahn verkehren auch Westernloks mit den Nummern 1 und 2, vermutlich aus dem Hause der ehemaligen Leverkusener Firma Schwingel, die ebenfalls Parkbahnen baute. Nur die Nummer 3 ist von der Firma Gebrüder Ihle. Alle Gleisanlagen haben die Spurweite 600 mm.

### Tal der Dinosaurier
Ein zentrales Element des Parks ist das sogenannte Tal der Dinosaurier. In einer weitläufigen Naturkulisse sind über 100 lebensgroße Modelle von Dinosauriern und anderen urzeitlichen Tieren ausgestellt – darunter auch Arten, die nach dem Zeitalter der Dinosaurier lebten. Die Figuren sind entlang von Wegen in einem bewaldeten Gelände platziert und ermöglichen einen Rundgang durch verschiedene Epochen der Erdgeschichte.
Das Tal ist sowohl zu Fuß begehbar als auch gut von der Parkeisenbahn aus einsehbar.

### Grillhütten
Im Park stehen mehrere Grillhütten zur Verfügung, die von Besuchergruppen für die Selbstverpflegung genutzt werden können. Die Hütten unterscheiden sich in ihrer Größe und bieten Platz für etwa 10 bis 50 Personen. Sie eignen sich unter anderem für Familienfeiern, Betriebsfeste oder andere Gruppenveranstaltungen im Freien.
Die Nutzung der Grillhütten ist mit einer geringen Gebühr verbunden, in der auch die Reinigung von Grill und Hütte enthalten ist.

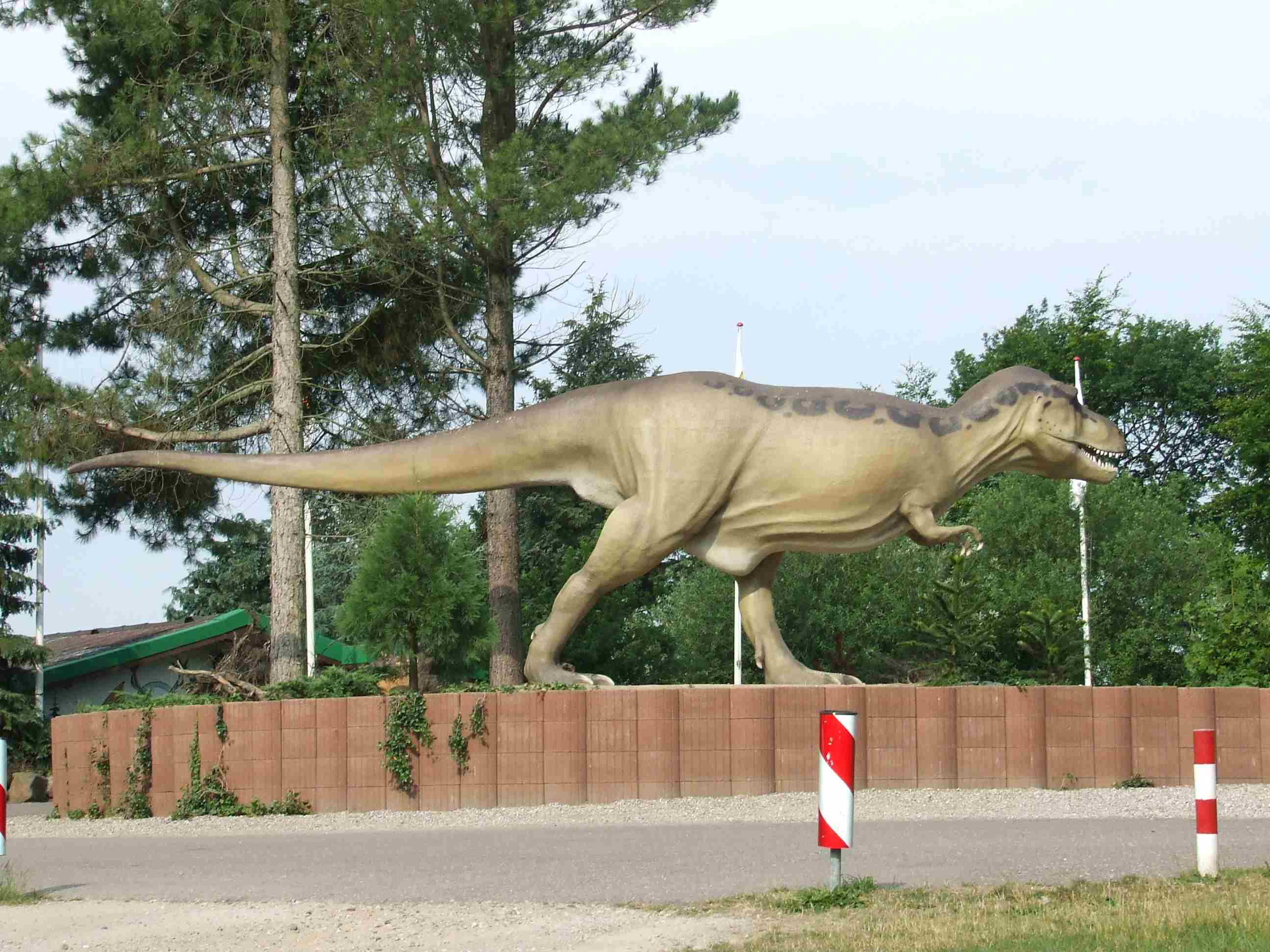
Dinosaurier vor dem Eingang der Tolk-Schau
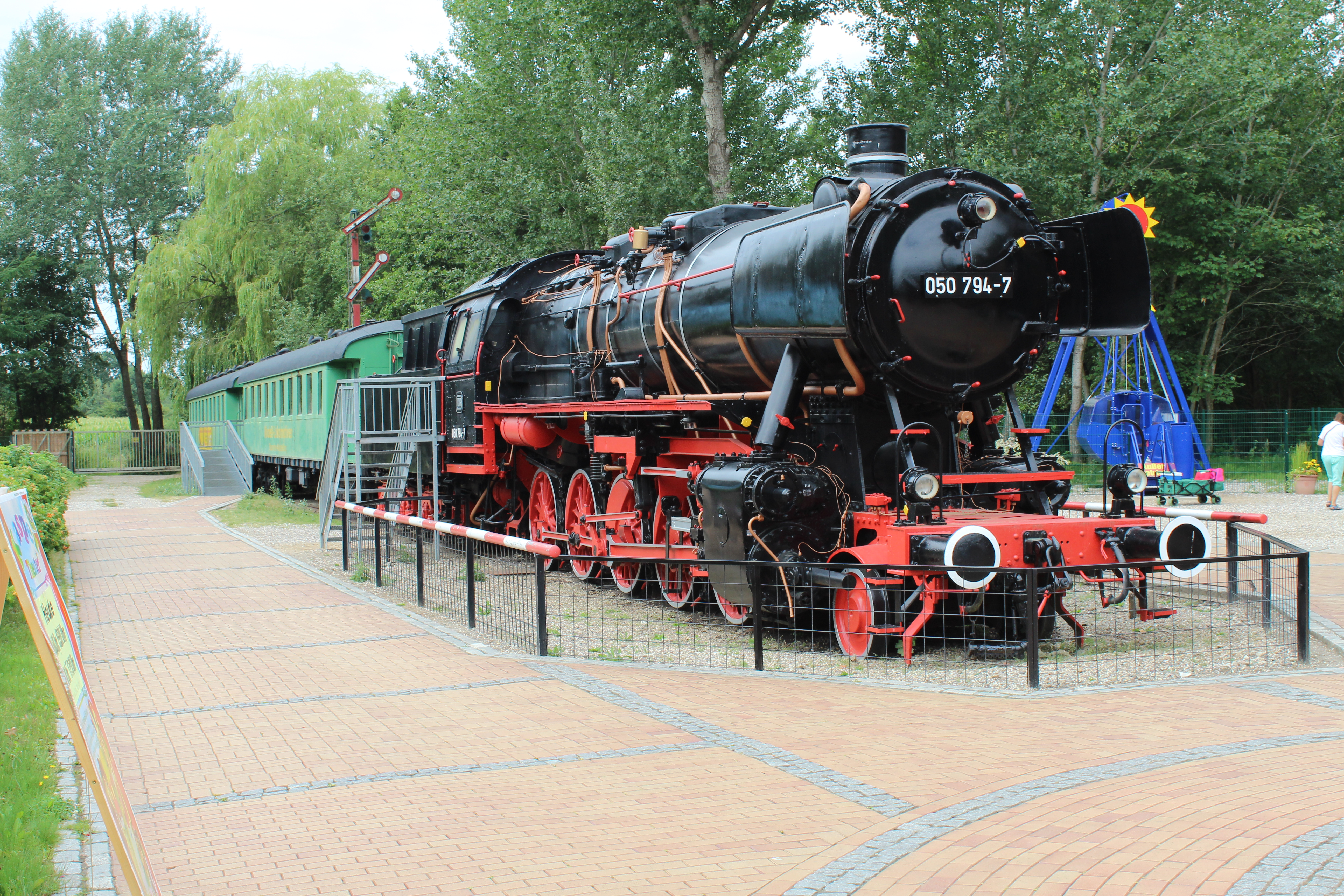
Dampflok der BR 50
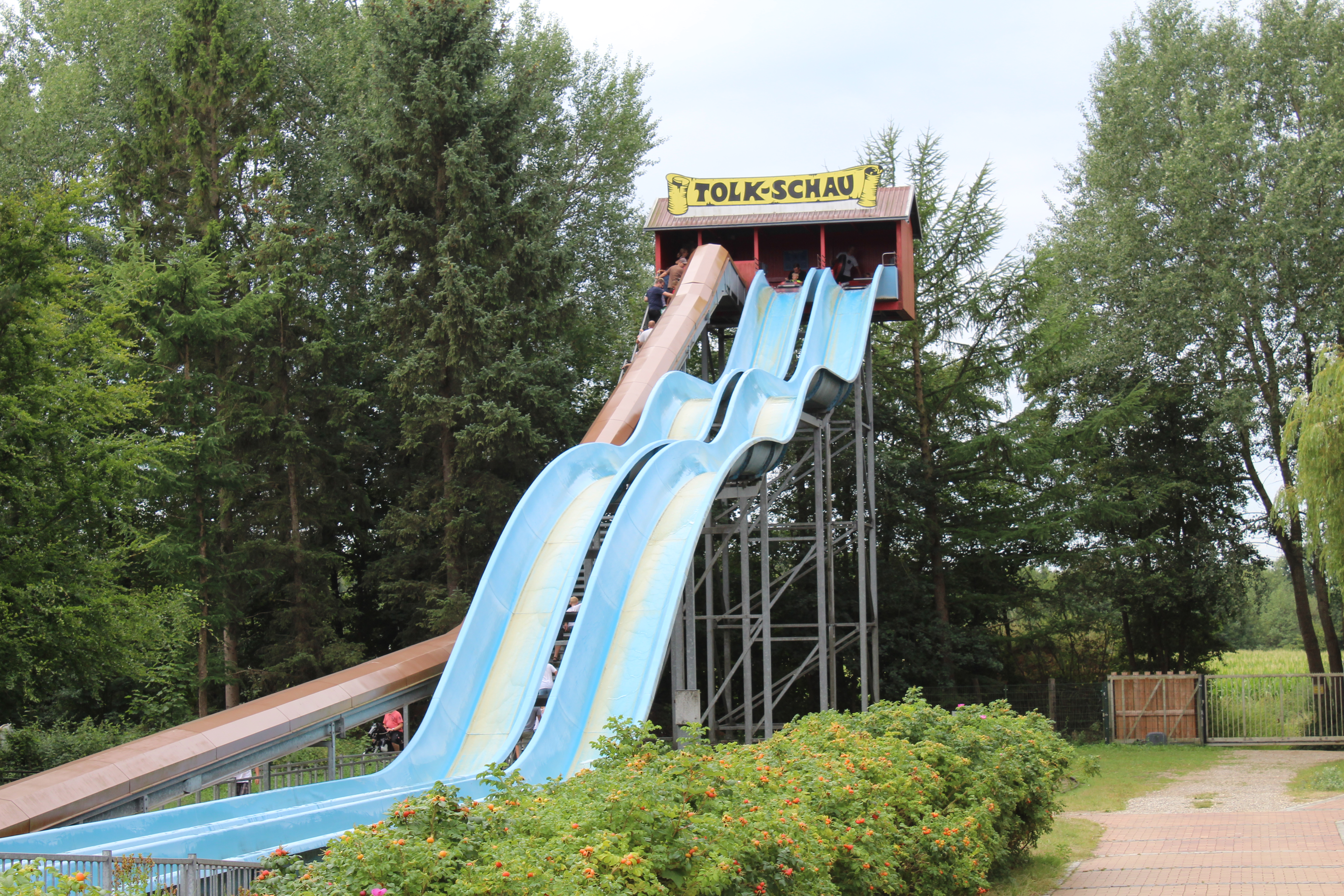
Bootsrutsche
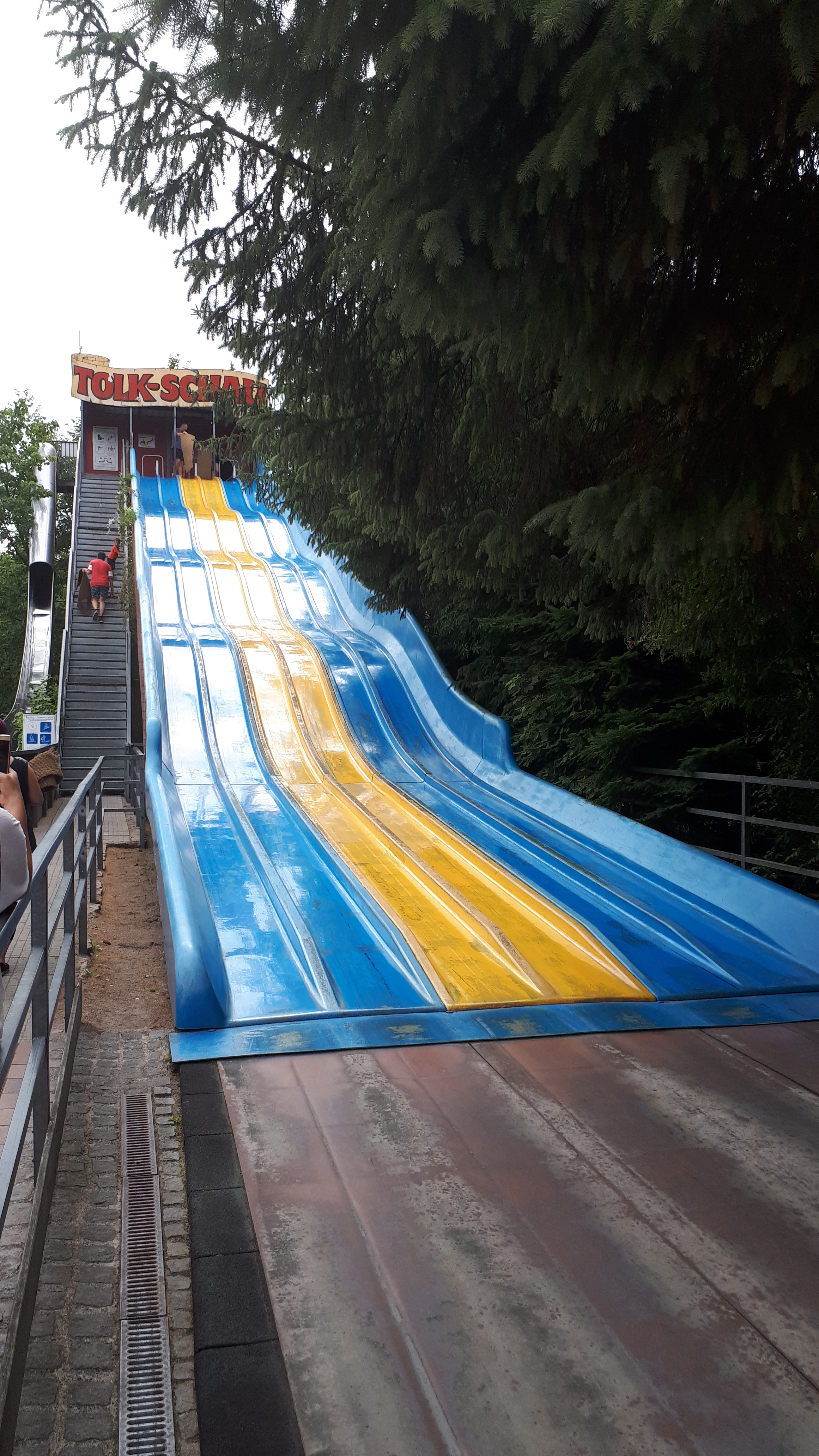
Teppichrutsche
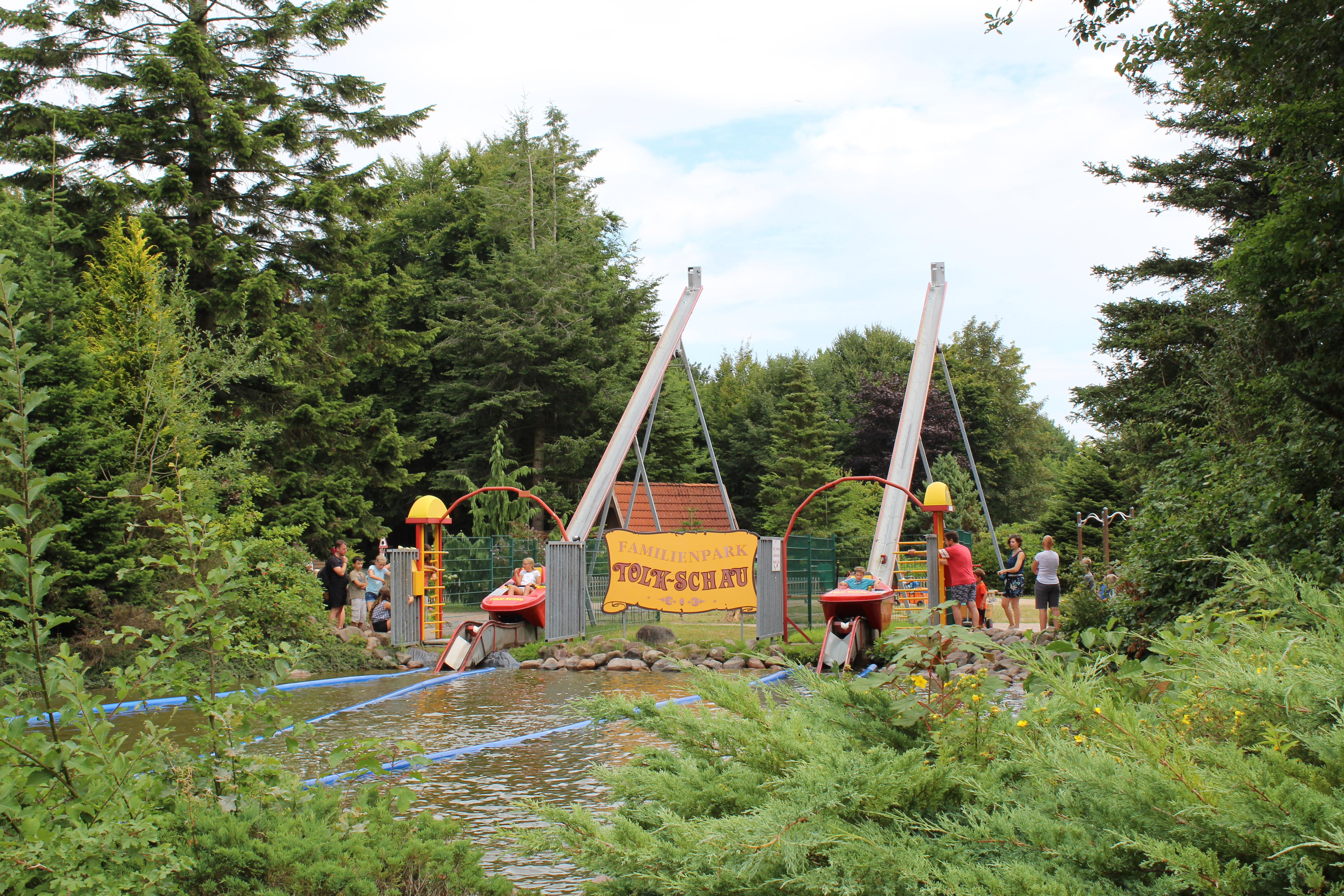
Nautic Jets
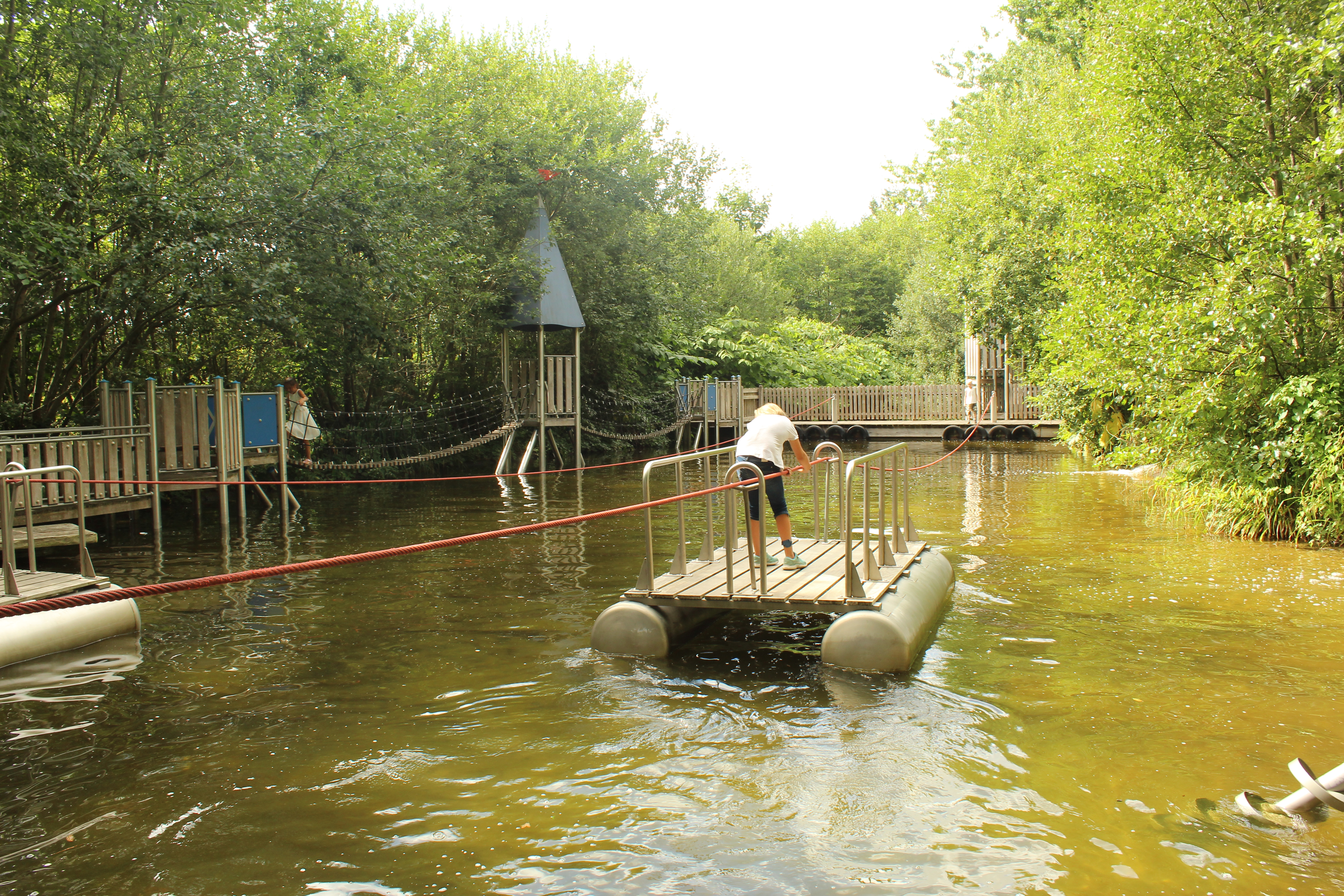
Floßfahrt
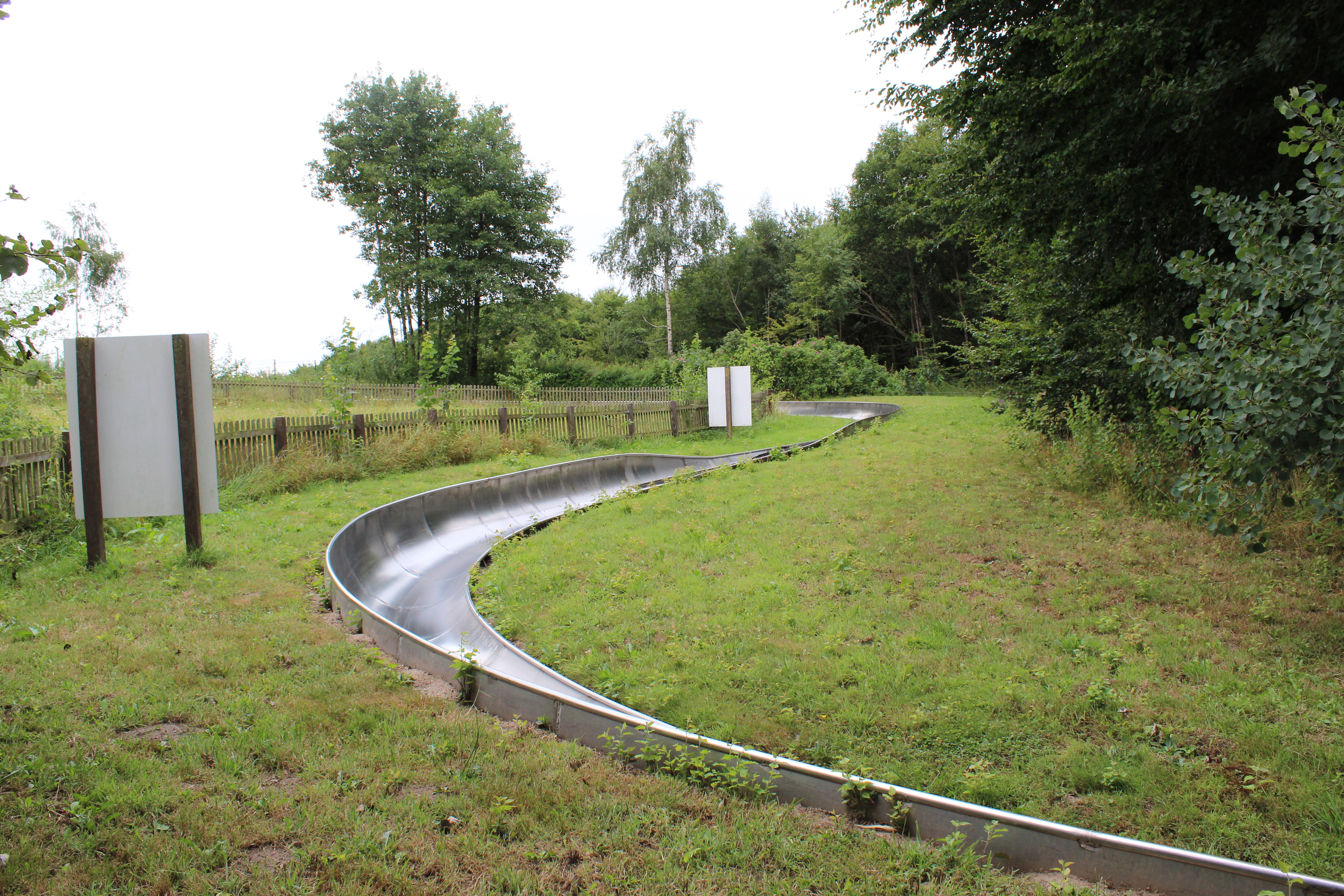
Sommerrodelbahn
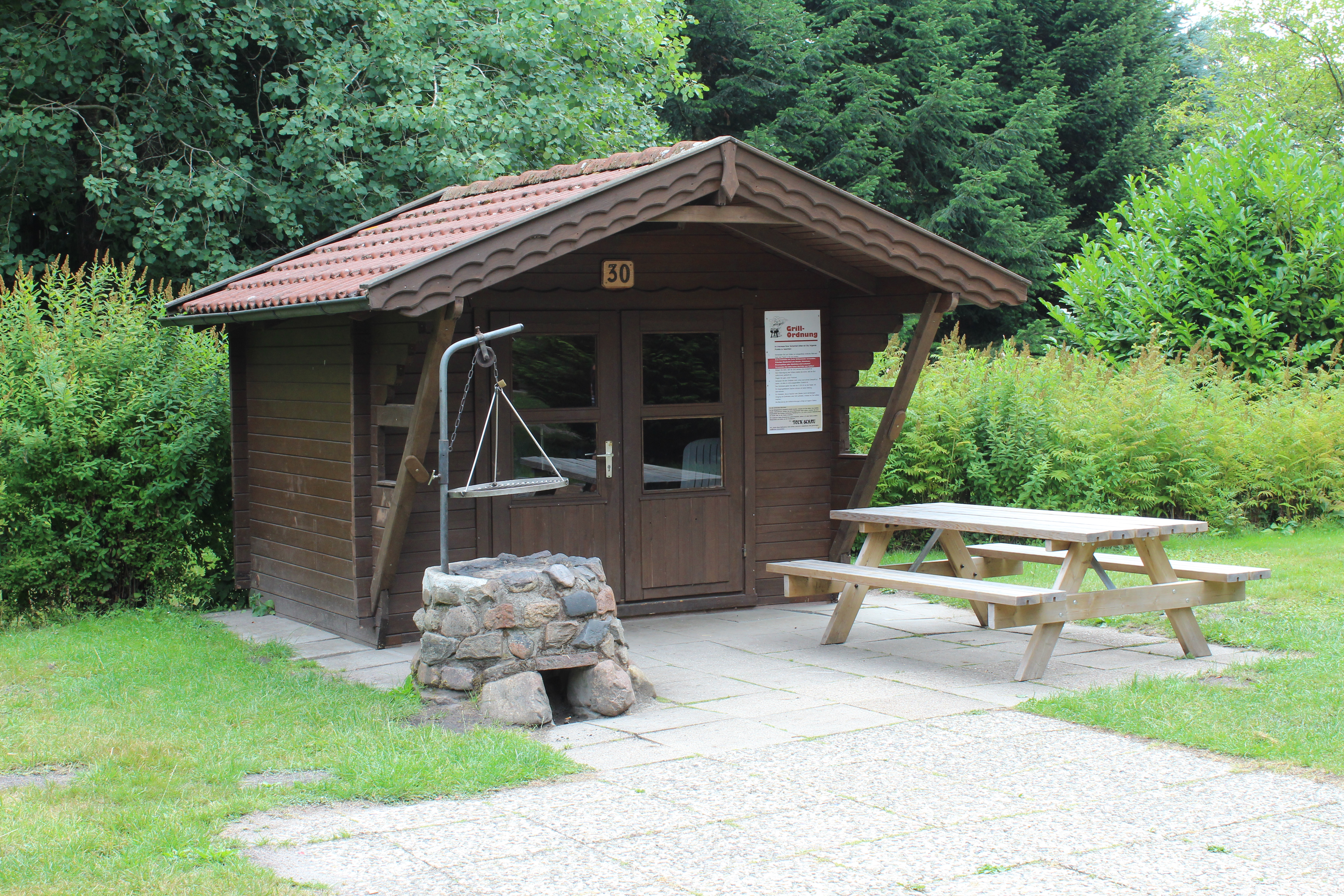
Grillhütte